# Ladislaus von Rabcewicz
Ladislaus von Rabcewicz (St. Kunigund, Áustria-Hungria (atual Sveta Kungota, Eslovênia), 12 de junho de 1893 — 19 de dezembro de 1975) foi um engenheiro austríaco e professor universitário na Universidade Técnica de Viena. Ele é notável por ser um dos três homens que desenvolveram o método New Austrian Tunneling e também o criador da técnica de Solo Grampeado.

## Prêmios
- Medalha Wilhelm Exner em 1975.[1]